# Papatrigo
Papatrigo – gmina w Hiszpanii, w prowincji Ávila, w Kastylii i León, o powierzchni 21 km². W 2011 roku gmina liczyła 265 mieszkańców.